# Alfonso Frasnedi
Alfonso Frasnedi (Bologna, 14 marzo 1934) è un pittore e disegnatore italiano.

## Biografia
Alfonso Frasnedi è nato a Bologna nel 1934. Sin da ragazzino disegnava e curiosava fra musei e gallerie. Nel 1956, a soli ventidue anni, espone le sue opere XXVIII Biennale di Venezia dove incontra Renato Guttuso, che gli manifesta la propria stima, e riceve i complimenti da Roberto Longhi, suscitando grande scalpore a quel tempo, poiché la Biennale costituiva la principale manifestazione artistica europea, prerogativa solo degli artisti più quotati e con una lunga storia espositiva. Essendo rimasto orfano di padre mentre frequentava la seconda media, svolgeva lavoretti pomeridiani per dare una mano alla madre. Fu proprio così che incontrò una signora proprietaria di una trattoria di Bologna, la quale, vedendo i suoi disegni, gli disse che ne avrebbe parlato con suo fratello, Giuseppe Regazzi, il titolare della Scuola d'Arte che portava il suo nome. Quando Regazzi vide i disegni di Frasnedi, capì subito il suo talento e gli consentì di iscriversi alla sua scuola gratuitamente. Frasnedi gliene sarebbe stato grato per tutta la vita e lo avrebbe ricordato come uno dei pochi maestri, accanto a Virgilio Guidi. Per il resto, egli si trovò spesso a discutere con professori legati a una concezione tradizionale della pittura, come quello che addirittura voleva impedirgli di ispirarsi agli impressionisti, ritenuti troppo moderni e fuorvianti. I contrasti con i professori lo allontanarono più volte dall'ambiente scolastico, anche perché in quegli anni frequentava la Biblioteca Americana USIS di Bologna per leggere riviste francesi e americane, in cui aveva scoperto gli artisti contemporanei. Senonché, si decise a iscriversi all'Accademia di Belle Arti di Bologna perché il Collegio Venturoli assegnava agli studenti meritevoli un atelier e un piccolo mensile per l'acquisto di materiali. Ma soprattutto lì ebbe l'occasione di seguire le lezioni di Virgilio Guidi, che gli sarebbe stato amico e lo avrebbe sostenuto per diversi anni, organizzandogli la prima mostra a Venezia nel 1956. Frasnedi aveva iniziato a esporre fin da giovanissimo, nel 1953. Alla sua prima mostra era stato notato dallo storico dell'arte e poeta Francesco Arcangeli, che era rimasto positivamente colpito dalle opere esposte e che di lì a poco avrebbe teorizzato il neonaturalismo o l'informel, di cui Frasnedi risultò un esponente di spicco. Nel 1957 ricevette il Premio Modigliani a Livorno e fu inserito nel volume di Tristan Sauvage Pittura e scultura italiana del Dopoguerra. Due anni dopo, nel 1959, Francesco Arcangeli acquistò un’opera di Frasnedi per la galleria d’Arte Moderna di Bologna e C.L. Ragghianti un'opera per l’Istituto di Storia dell’Arte dell’Università di Pisa. 
Grazie a una borsa di studio del governo francese, nel 1960 Frasnedi si trasferisce a Parigi, dove partecipa a varie esposizioni collettive del Groupe Fusion. Parigi in quegli anni non è ancora soppiantata dalla più cosmopolita New York e rappresenta a livello mondiale l’indiscusso centro egemone dell’arte contemporanea. Questo soggiorno, nel corso del quale Frasnedi partecipa a diverse mostre, è per lui un’importante occasione d’incontro e di confronto con i principali artisti e critici d'arte internazionali dell’epoca, tra cui Mimmo Rotella, Pierre Restany, Arman, Yves Klein e Christo. Questa esperienza lo porta a mettere in discussione non solo la propria opera, ma anche le mode artistiche più diffuse e sostenute dalla critica, rispetto alle quali egli pone e porrà sempre una certa distanza. Sperimenta così nuove tecniche e stili espressivi: passa dall’informale, dalla pittura della pittura, alla pop-art, che potrebbe essere definita quasi un’anti-pittura. Ma è con il rientro in Italia, nel 1962, e con le successive occasioni d’incontro artistico e culturale, nelle quali la sua curiosità lo spinge sempre a mettersi in gioco, che approda alla pittura intellettuale, la pittura che scrive e non descrive, libera da schemi e rappresentazioni.
Negli anni successivi espone a numerose mostre personali e collettive, ricevendo premi importanti, tra cui il premio Ramazzotti al Palazzo Reale di Milano e il premio della Presidenza del Senato alla Settimana Cesenate. Nel 1973 viene indicato da Bolaffi come artista italiano emergente nel catalogo I segnalati da Bolaffi.
All'attività espositiva Frasnedi affianca sempre quella didattica: oltre ad avere insegnato all'Istituto d'Arte di Forlì e al Liceo Artistico di Bologna, dal 1979 al 1996 ha diretto l'Istituto Statale d'Arte "A.Venturi" di Modena. Inoltre, ha ricoperto la carica di segretario provinciale del Sindacato artisti. 
Oltre 300 autori, tra cui Renato Barilli, Fernando Arrabal, Shen Dali, Francesco Saba Sardi, Catherine Millet, Virgilio Guidi, Franco Solmi e Arturo Carlo Quintavalle hanno scritto presentazioni, saggi, articoli e recensioni sul lavoro di Frasnedi, le cui opere sono presenti nelle raccolte pubbliche di: Bologna, Pisa, Parma, Livorno, Ancona, Bucarest, Modena, Malta e in collezioni private in Italia e all’estero.
Vittorio Vettori scrive di lui: 
"Alfonso Frasnedi è certamente il pittore più significativo e più originale che sia uscito dopo Morandi dall'Officina bolognese nell'arco secolare del Novecento pittorico italiano"
In occasione di "Bologna città europea della Cultura", nel 2000, a Frasnedi viene commissionata la realizzazione di un grande murales nel centro storico di Dozza, in provincia di Bologna. 

Ampie mostre monografiche si sono svolte a Carpi nel Castello dei Pio nel 1989, a Nonantola nella Sala delle Colonne nel 1993, nella Villa San Carlo Borromeo di Senago (Milano) nel 1998, nella Rocca Sforzesca di Dozza (Bologna) nel 2000 e Palazzo Albertini di Forlì nel 2002.
Nel 2018 l'Assemblea legislativa regionale dell'Emilia-Romagna ha ospitato nella sede della Regione a Bologna l'antologica "Tracce di pittura", curata da Sandro Malossini, con quaranta opere di Alfonso Frasnedi e, nel 2021, l'Associazione culturale Oniro ha organizzato a Modena una mostra delle opere di Alfonso Frasnedi (1996-2008) dal titolo "La materia della felicità", inaugurata il 27 maggio con l'intervento dell'Artista e dello scrittore Sergio Dalla Val.

## Premi e mostre collettive
- 1956, XXVIII Biennale Internazionale di Venezia
- 1956, Premio Burano, Burano
- 1957, Il Taccuino delle Arti, Roma
- 1957, Mostra Nazionale di Pittura, Bologna
- 1958, Premio Amedeo Modigliani, Livorno
- 1958, Giovani artisti italiani, Milano
- 1958, Il Taccuino delle Arti, Firenze
- 1958, Premio San Fedele, Milano
- 1958, Collettiva Galerie Art de France, Cannes
- 1959, Groupe Fusion, Galerie l'Antipoète, Parigi
- 1959, Arte del Mediterraneo, Valencia
- 1960, Arte actual, Valencia
- 1960, Presenze nell'astrattismo, Firenze
- 1961, Grandes toiles à Montparnasse, Paris
- 1961, Prix Biarritz
- 1962, Premio Ministero P.I., Roma
- 1965, Collettiva Gruppo 70, Firenze
- 1967, Arte contemporanea in Emilia Romagna, Bologna
- 1967, Per i tropici di H.Miller, Libreria Feltrinelli, Firenze
- 1968, 13° Rassegna nazionale Ramazzotti, Palazzo Reale, Milano
- 1970, V Rassegna del Mezzogiorno, Grafica Italiana d'oggi, Napoli
- 1971, IV Biennale di Bolzano, Premio del disegno, Soragna
- 1973, I segnalati Bolaffi, Galleria il Guizzo, Napoli
- 1976, International Messe fu Kunst, Vienna
- 1976, Expo Arte (Galleria Due Torri), Bari - III Biennale d'arte, Nola
- 1976, Premio Leonardo da Vinci, Roma
- 1979, VI Biennale Città di Milano, Milano
- 1980, Tre grandi artisti italiani contemporanei, Museo di Bucarest
- 1983, L'informale in Italia, Galleria d'arte moderna, Bologna
- 1987, Italian Art in Tour, Alberta College of Art Gallery, Calgary
- 1988, Biennale d'arte Omaggio al Caravaggio, Museo di Malta
- 1988, Premio Internazionale G. Marconi, Bologna
- 1988, World of Today Art Exibition of 1988, Seul
- 1989, Italian Contemporary Arts Municip Museum, Kyoto
- 1991, Mostra nazionale Città di Arzachena
- 2007, Tesori dell'Italia, Chonqing Planning Exhibition Gallery, Chongqing, Cina
- 2007, Il bello, l'arte, la scrittura. L'Europa, la Russia, la Cina, il Giappone, Villa San Carlo Borromeo, Senago-Milano